# Dysstroma heydemanni
Dysstroma heydemanni là một loài bướm đêm trong họ Geometridae.